# ACN (通信会社)
ACNは、アメリカ合衆国の電気通信事業者。
1993年にLCIコミュニケーションズの回線再販売業者として創業。現在はアメリカ・カナダ・オーストラリア・ヨーロッパ・アジアなど世界25カ国で事業を運営。 ビジネス会員の印税収入の相続権を保証するなど、独自のボーナスプランを持つ。
約1000億近い売上実績は、ACN自社サービスOnly（Flash携帯や食品）totalで算出。エネルギーサービスやセキュリティー・その他インフラサービスなどの代理店コミッションでの収益は、ダイレクトセリング(直販)協会での売り上げ算出対象外のため、販売総額に含まない。
約５年半前にサービスを展開した韓国での成功に続き、アジア2カ国目の日本は2016年8月から事業を展開。
今後ACNの本格的なアジア拡張の第一歩として、また日本はアジア発の電力自由化の国(世界最大規模20兆円市場)として世界中の期待を寄せている。すでに、アメリカ・韓国・オーストラリアのACNトップリーダーが日本での活動を進めている。

## サービス内容
1993年オープン当初のアメリカでは、長距離電話サービスから展開。
その後各国でのインフラサービスの自由化が進むに伴い(アメリカ・ヨーロッパ・オーストラリアなど)、インターネット・携帯電話・セキュリティー・衛星テレビ・ケーブルテレビ・ガス販売・電力販売・クレジットカード決済処理サービスを展開させる。
ACNは世界各国で約150の大手インフラ企業と提携をし、現在5つのサービスを展開中。
1.テレコムサービス
- 携帯電話
- 格安SIM携帯
- 固定電話
- テレビ電話
- 高速インターネット
- ビジネスフォンなど

2.エネルギーサービス
提携先 Xoom energy
- 電力販売
- ガス販売
- 太陽光などの自然エネルギー

3.セキュリティーサービス
提携先企業例
- ADT(業界最大手)
- vivint
- ライフシールド

4.金融サービス
- クレジットカード決済処理サービス

5.ライフサービス
- ベネビータ(韓国/日本/ヨーロッパの一部の国)

現在日本でのサービスは、韓国・ヨーロッパで既に実績のあるライフサービス【ブランド名(benevita）ベネビータ】から展開。
1日に必要な栄養をバランスをよく摂取し、プレミアム・ライフサービスをサポートする。
ACNビジネスは、Docomo/Auのような移動体通信事業者ではなく、各種総合インフラプラットホーム代理店ビジネスである。

## 日本拡張
日本市場の変化
- 2015年5月　携帯SIMロック解除:13.6兆円市場
- 2016年4月　電力自由化(アジア初):20兆円市場
- 2017年4月　都市ガス自由化(予定):7兆円市場

2016年8月
ACNJapanオープニングツアー(東京・福岡・大阪)にて,日本でのインフラサービス展開を[ACN公式]で初めて正式に発表。
2017年サービス開始予定
- 電力サービス→全国エリア99%開始
- 携帯サービス→全国エリア100%開始
- セキュリティーサービス
- インターネットサービス
- 天然ガスサービス

## 日本イベント
2016年12月17日千葉幕張メッセにてACNJapan初のジャパンコンベンションが開催され、ACN創業者の一人Tony Cupisz(トニークピス)が来日。
日本での電力販売サービスと携帯電話サービスの詳細を発表予定。

## 世界拡張
今後数年でアジア地域ではライフサービスから、南米地域では携帯電話サービスから拡張を発表。最終的には85カ国ほどの世界拡張を進めている。
2016年10月には参入が非常に難しいメキシコにて、格安携帯電話事業に参入(Flash mobile)。

## 沿革
1993年 ACN設立
- アメリカにてテレコムサービス開始

1996年 - 2003年
- アメリカ本社ミシガン州ファーミングトンヒルズに設立
- ヨーロッパ地区本社をオランダ・アムステルダムに設立
- カナダ、イギリス、オランダ、スウェーデン、ドイツ、デンマーク、ノルウェーにてビジネス開始
- アイルランド、オーシトラリア、イタリアにてビジネス開始
- ヨーロッパ、カナダにて固定電話サービス開始

2004年 - 2005年
- 南太平洋地区本社をオーストラリア、シドニーに設立
- オーストラリア、フランス、ベルギー、スイス、スペイン、ポルトガルにてビジネス開始
- アメリカにて高速インターネットサービスを開始
- オーストラリア、ドイツにてmobileサービス開始

2006年
- ニュージーランド、ポーランドにてビジネス開始
- アメリカにてデジタルmobileサービス、ビデオ電話サービス開始
- デンマーク、オランダにてmobileサービス開始

2007年
- アメリカにてmobileサービス開始
- カナダにてデジタル・mobileサービス、ビデオ電話サービス開始

2008年
- ワールドヘッドクォーターアメリカ本社をノースカロライナ州シャーロットに移籍
- アメリカ、カナダにてビデオ電話IRIS3000導入
- アメリカにて衛星放送、ホームセキュリティサービス開始
- カナダにてmobileサービス、ホームセキュリティーサービス開始
- デンマーク、アイルランド、イタリア、スウェーデン、ノルウェー、イギリスにてデジタル・mobileサービス、ビデオ電話サービス開始

2009年
- アメリカ国内NBCテレビ番組Celebrity Apprenticeにて創立者が出演、ACNを特集
- アメリカ　ダイレクト・セリング協会よりSuccess Award賞を受賞
- オーストラリアにてデジタル電話サービス開始
- ヨーロッパ10カ国にてビデオ電話、デジタルmobileサービスを開始
- オランダにてエナジーサービスを開始

2010年
- 韓国にてビジネス開始
- Nexeraにてダイレクト・セリング企業No.3にランキング
- Direct Selling News誌より世界最大ダイレクトセリング企業No.21にランキング
- ビデオ電話IRIS Vの導入を発表
- カナダにてエナジーサービス、衛星放送サービス開始
- フランス、ドイツ、ノルウェー、イタリア、スペンにてエネルギーサービスを開始
- 韓国にてライフサービス製品の販売、IP電話サービス、ビデオ電話サービス開始

2011年
- Direct Selling News誌より世界最大ダイレクトセリング企業No.20にランキング
- アメリカ NBCテレビ番組Celebrity Apprenticeにて創立者が出演、ACNを特集
- Direct Selling News誌より Bravo Leadership賞を受賞
- アメリカにてエナジーサービス開始
- アメリカにてデジタルTVとインターネットのバンドル、高速インターネット開始
- 韓国にてmobileサービス開始

2012年
- Direct Selling News誌より世界最大ダイレクトセリング企業No.19にランキング
- アメリカ国内14の州にて40社以上のエナジー会社と提携し
- エナジー会社と提携氏エナジーサービス開始
- アメリカにてビデオ電話IRIS X 導入
- アメリカにてsprintとFLASH WirelessのMVNOモバイルサービス開始
- 韓国にて3大通信会社とモバイルサービス、デジタルTV、高速インターネットサービス開始

2013年
- ACN創立20周年記念
- アメリカにてAnoviaのマーチャントサービス開始
- アメリカにてBerizonのモバイルサービス開始
- ヨーロッパにてライフサービス製品benevita発売開始
- 韓国オフィス移設
- 韓国にてFLASHモバイルサービス、IRISタブレット、ADTホームセキュリティーサービス開始

2014年
- メキシコにてビジネス開始
- アメリカ、カナダにてACN Companionアプリ　モバイルサービス開始
- 韓国にてFLASHモバイルLTE開始
- 韓国にてライフサービス製品benevita(Sgake it!、Go!、Rest!)発売開始

2015年
- 韓国にてIRIS tab 2 導入
- 韓国にて最大ダイレクトセリング企業No.７にランキング、収益120億円達成
- 韓国にて第1回benefit Challenge,benevita Makeover開始　リアリティ番組を制作
- benevita C3 & C4 販売開始

2016年
- 日本にてビジネス開始
- 10月メキシコMVNO参入